# Rubén Aparisi Giménez
Rubén Aparisi Giménez   (Vinalesa, 1990) és un mag i esportista valencià, campió d'Espanya d'apnea en 2019, a més de podcaster, actor i presentador de televisió.

## Biografia
S'inicia en el món de la màgia de forma autodidacta amb 19 anys i s'ha guanyat un espai propi als escenaris del País Valencià amb el seus espectacles d'humor. A més a més va presentar el programa de màgia de la televisió valenciana À Punt Magnífics junt amb el mag Nacho Diago entre el 2018 i el 2020 o la col·laboració en el magazin radiofònic Podríem fer-ho millor de la ràdio d'À Punt.
Aparisi també ha destacat en el món de l'esport com a campió d'Espanya d'apnea en el Campionat Nacional disputat a Lloret de Mar on va aconseguir la plusmarca nacional amb 173,80 metres el que l'ha llançat al Campionat Mundial que deuria disputar-se a Belgrad durant el 2020 però que la pandèmia de la COVID-19 no permeté realitzar.